# Strada statale 271 di Cassano
La ex strada statale 271 di Cassano (SS 271), ora strada provinciale 236 di Cassano (SP 236) in Puglia e strada provinciale ex SS 271 Matera-Santeramo (SP ex SS 271) in Basilicata, è una ex strada statale, ora provinciale, italiana che collega i capoluoghi di Bari e Matera.

## Storia
La strada statale 271 venne istituita nel 1959 con il seguente percorso: "Innesto SS. n. 16 a Bari - Bitritto - S. Nicandro - Cassano - Santeramo - Innesto con la SS. n. 7 presso Matera".

## Percorso
La strada ha inizio nel centro abitato di Bari dal quale esce in direzione sud-ovest. Nel primo tratto incrocia la strada statale 16 Adriatica e l'A14 Bologna-Taranto nei pressi dello svincolo di Bari Sud: il tratto tra le due precedenti intersezioni è inserito nell'itinerario della strada europea E843.
Il tracciato originario prevedeva l'attraversamento dei comuni a sud del capoluogo, in seguito all'aumento del traffico veicolare sono state realizzate le varianti ai centri abitati di Bitritto e Sannicandro di Bari e attraversa i centri urbani di Cassano delle Murge e Santeramo in Colle, dove incrocia la ex strada statale 171 di Santeramo.
L'arteria devia quindi verso sud-ovest raggiungendo il confine tra la regione pugliese e quella lucana, terminando infine il proprio percorso innestandosi sulla strada statale 7 Via Appia non lontano da Matera.
In seguito al decreto legislativo n. 112 del 1998, dal 2001 la gestione del tratto pugliese è passata dall'ANAS alla Regione Puglia, che ha provveduto al trasferimento dell'infrastruttura al demanio della Provincia di Bari; la gestione del tratto lucano è invece passata alla Regione Basilicata, che ha provveduto al trasferimento dell'infrastruttura al demanio della Provincia di Matera.

## Tracciato

### Primo TrattoSuperstrada Bari-Bitritto e Cassano
| di Cassano 1º Tratto Bari - Cassano | |      |                          |           |
| Tipo                                | Uscita | km   | Note                     | Provincia |
|                                     | Bari Via Bitritto                                                                                                 | 0,0  |                          | BA        |
|                                     | Inizio spartitraffico centrale                                                                                    | 0,2  |                          | BA        |
|                                     | Foggia Aeroporto Karol Wojtyła                                                                                    | 0,4  |                          | BA        |
| Brindisi Taranto                    | | 0,4  |                          | BA        |
|                                     | Modugno Carbonara Ospedale Di Venere San Nicola - Settori Nord-Est                                                | 1,2  |                          | BA        |
|                                     | San Nicola - Tribuna Autorità                                                                                     | 1,4  | Solo in direzione Bari   | BA        |
|                                     | San Nicola - Settore Ovest                                                                                        | 1,6  | Solo in direzione Bari   | BA        |
|                                     | Inversione di marcia San Nicola - Settori Sud-Ospiti                                                              | 1,8  |                          | BA        |
|                                     | Complanari Est-Ovest Inversione di marcia Zona Industriale Parco Adria                                            | 2,2  |                          | BA        |
|                                     | Bologna Napoli Taranto                                                                                            | 3,1  |                          | BA        |
|                                     | Bitritto Nord Inversione di marcia                                                                                | 4,6  |                          | BA        |
|                                     | Bitritto Modugno Inversione di marcia                                                                             | 7,0  |                          | BA        |
|                                     | Bitritto Sud Inversione di marcia Chiesa Madonna del Piano                                                        | 7,8  |                          | BA        |
|                                     | Fine spartitraffico centrale                                                                                      | 9,6  |                          | BA        |
|                                     | Area di sosta | 9,7  | Solo in direzione Bari   | BA        |
|                                     | Sannicandro | 10,6 |                          | BA        |
|                                     | Sannicandro Centro Adelfia                                                                                        | 11,9 |                          | BA        |
|                                     | Acquaviva delle Fonti                                                                                             | 12,8 |                          | BA        |
|                                     | Sannicandro Nord Bitetto Grumo Appula                                                                             | 12,9 |                          | BA        |
|                                     | Viabilità di servizio Zona Industriale                                                                            | 13,6 |                          | BA        |
|                                     | Area di sosta | 13,7 | Corsia direzione Cassano | BA        |
|                                     | Zona Industriale                                                                                                  | 13,7 | Solo in direzione Bari   | BA        |
|                                     | Strada Provinciale 178                                                                                            | 17,4 |                          | BA        |
|                                     | Contrada Macchie Laudati                                                                                          | 20,7 |                          | BA        |
|                                     | Area di sosta | 21,4 | Corsia direzione Bari    | BA        |
|                                     | Mellitto Grumo Appula Altamura Foresta Mercadante Centro di Riabilitazione Fondazione S. Maugeri Zona Industriale | 23,3 |                          | BA        |
|                                     | Area di sosta | 23,8 | Corsia direzione Bari    | BA        |
|                                     | Cassano delle Murge                                                                                               | 23,8 |                          | BA        |

### Secondo TrattoCassano-Santeramo
| di Cassano 2º Tratto Cassano - Santeramo |                                                          |      |                          |           |
| Tipo                                     | Uscita                                                   | km   | Note                     | Provincia |
|                                          | Cassano delle Murge                                      | 24,0 |                          | BA        |
|                                          | Altamura                                                 | 24,6 |                          | BA        |
|                                          | Strada comunale Vecchia Santeramo                        | 24,6 |                          | BA        |
|                                          | Area di sosta                                            | 30,9 | Corsia direzione Cassano | BA        |
|                                          | Ponte ferroviario Rocchetta Sant'Antonio-Gioia del Colle | 32,4 |                          | BA        |
|                                          | Santeramo in Colle                                       | 32,8 |                          | BA        |

### Terzo TrattoSanteramo - Matera
| di Cassano 3º Tratto Santeramo - Innesto SP ex SS 271 Santeramo - Matera |                                       |      |                            |           |
| Tipo                                                                     | Uscita                                | km   | Note                       | Provincia |
|                                                                          | Santeramo in Colle                    | 33,2 |                            | BA        |
|                                                                          | Bari Gioia del Colle Laterza          | 33,4 |                            | BA        |
|                                                                          | Viglione Laterza Castellaneta         | 35,6 |                            | BA        |
|                                                                          | Area di sosta                         | 36,2 | Corsia direzione Santeramo | BA        |
|                                                                          | Castellaneta Altamura                 | 41,4 |                            | BA        |
|                                                                          | Laterza Castellaneta Altamura         | 42,2 |                            | BA        |
|                                                                          | Innesto SP ex SS 271 Santeramo-Matera | 42,2 |                            | BA        |

| SP Ex Matera - Santeramo |                                               |    |      |           |
| Tipo                     | Uscita                                        | km | Note | Provincia |
|                          | Innesto SP 236 di Cassano                     |    |      | MT        |
|                          | Zona Industriale                              |    |      | MT        |
|                          | Gioia del Colle Torre Spagnola                |    |      | MT        |
|                          | Borso Venusio Santuario S. Giovanni da Matera |    |      | MT        |
|                          | Borgo Venusio                                 |    |      | MT        |
|                          | Matera Laterza Altamura                       |    |      | MT        |